# Uncharted (computerspelserie)
Uncharted is een reeks van computerspellen in de genres actie-avontuur- en derde persoonsschietspellen, gemaakt door Naughty Dog, ook bekend van de spellen Crash Bandicoot en Jak and Daxter. Sony Computer Entertainment geeft de spellen uit.
De spellen volgen de avonturen van de schattenjager Nathan Drake. Hij reist de hele wereld rond, op zoek naar schatten, en lost hierbij ook geheimen en raadsels op.
Per mei 2016 zijn van de reeks, uitgezonderd Uncharted 4, 28 miljoen exemplaren verkocht.

## Gameplay
Spelers spelen als Nathan Drake, een schattenjager op avontuur. Hij kan springen, zwemmen, klimmen en aan touwen slingeren.
Gedurende het spel zijn er telkens 20 tot 25 hoofdstukken, waarin Drake steeds moeilijke opdrachten krijgt, die de speler met succes moet afronden. Hierbij heeft de speler een heel arsenaal aan wapens: steeds een handwapen zoals een pistool of een revolver, ook een hoofdwapen zoals de volautomatische wapens en de hagelgeweren. Ook kan hij een paar granaten meenemen. Wapens kan men bekomen door in het spel wapens op te nemen van de grond, die de vijanden laten vallen, maar wapens kunnen ook behouden worden vanuit een vorige missie.
Het spel beschikt ook over een multiplayer-modus, hoewel de nadruk bij Uncharted toch steeds op singleplayer ligt. Multiplayer is beschikbaar in Among Thieves, Drake's Deception en A Thief's End. In multiplayer kan men tegen of met elkaar spelen, met een maximum van drie personen over verschillende herkenbare speelwerelden. Ook is er een mogelijkheid online te spelen. Online bestaat uit twee delen: coöperatief (samen tegen de computer) en competitief (tegen elkaar). Bij de competitieve gameplay zijn er steeds maximaal tien spelers, en elk spel duurt 20 minuten of stopt als het doel is gehaald. Er zijn verschillende mogelijkheden, zoals met twee teams tegen elkaar spelen, allen voor zich, schatten verzamelen, en meer.

## Spellen

### Overzicht
| Jaar | Titel                          | Platform                     |
| ---- | ------------------------------ | ---------------------------- |
| 2007 | Uncharted: Drake's Fortune     | PlayStation 3, PlayStation 4 |
| 2009 | Uncharted 2: Among Thieves     | PlayStation 3, PlayStation 4 |
| 2011 | Uncharted 3: Drake's Deception | PlayStation 3, PlayStation 4 |
| 2016 | Uncharted 4: A Thief's End     | PlayStation 4                |
| 2017 | Uncharted: The Lost Legacy     | PlayStation 4                |

Naast de hoofdreeks zijn er tevens twee spellen uitgekomen voor PlayStation Vita:
- Uncharted: Golden Abyss (2012)
- Uncharted: Fight for Fortune (2012)

### Op de spellen gebaseerde films
In 2009 is een vierdelige animatiefilm uitgegeven: Uncharted: Eye of Indra.
In 2022 kwam de film Uncharted uit. 

### Drake's Fortune
Dit is het eerste spel in de reeks. Het gaat over Nathan Drake, die in de voetsporen treedt van zijn voorvader Sir Francis Drake, een bekende schattenjager. Hij zoekt in Zuid-Amerika, samen met zijn vriend en vaderfiguur Victor Sullivan en zijn vriendin en journaliste Elena Fisher, naar de verloren schat van El Dorado.

### Among Thieves
Het tweede spel was een regelrecht succes, net als het eerste. Tijdens dit avontuur belandt Drake in Nepal en de Himalaya, op zoek naar de verloren stad Shambhala. Opnieuw gaat hij samen op pad met Victor Sullivan en Elena Fisher, die later in het spel voorkomen. Het spel introduceert ook de stealth-methode om naar vijanden te sluipen.

De nieuwe personages in dit spel zijn:
- Chloe Frazer, zijn nieuwe vriendin
- Harry Flynn, een voormalige collega van Drake
- Zoran Lazarevic, een oorlogscrimineel die eveneens op zoek is naar de stad

### Drake's Deception
Dit derde deel is uitgekomen in november 2011. Het spel gaat vooral over de relatie tussen Victor Sullivan en Nathan Drake, waarbij ze samen op zoek zijn naar Ubar; een verloren stad in de Arabische woestijn. Nieuwe mogelijkheden zijn onder andere tegen meerdere vijanden tegelijk vechten.

### The Nathan Drake Collection
Op 4 juni werd door Naughty Dog en PlayStation Uncharted: The Nathan Drake Collection aangekondigd voor de PlayStation 4. Deze verscheen in oktober 2015 en bevatte een code voor de multiplayer bèta van Uncharted 4: A Thief's End.

### A Thief's End
Het vierde Unchartedspel werd tijdens de E3-persbijeenkomst in juni 2014 aangekondigd als Uncharted 4: A Thief's End. In het aankondigingsfilmpje dat daarbij werd weergegeven werd duidelijk dat Uncharted 4 medio 2015 zou verschijnen. Het spel is later echter uitgesteld en werd op 10 mei 2016 uitgebracht. In dit deel duikt Nathans (voor dood gewaande) oudere broer op en gaan ze op zoek naar de verloren schat van Libertalia.

### The Lost legacy
De ervaren avonturierster Chloe Frazer moet een eeuwenoud artefact uit handen van een meedogenloze handelaar zien te houden en roept de hulp in van de beruchte huurling Nadine Ross. Samen gaan ze in de bergen van India op zoek naar de gouden slagtand van Ganesh.

### Legacy of Thieves Collection
Een collectie met opgepoetste versies van A Thief's End en The Lost Legacy. Tevens voor het eerst beschikbaar voor pc.

## Websites
- (nl)  Elke schat heeft zijn prijs, officiële website
- (en)  Uncharted-serie in de nieuwe database van MobyGames